# Tanaorhinus luteoviridata
Tanaorhinus luteoviridata är en fjärilsart som beskrevs av Walker 1861. Tanaorhinus luteoviridata ingår i släktet Tanaorhinus och familjen mätare. Inga underarter finns listade i Catalogue of Life.